# Saint-Pierre-Canivet
Saint-Pierre-Canivet är en kommun i departementet Calvados i regionen Normandie i norra Frankrike. Kommunen ligger i kantonen Falaise-Nord som ligger i arrondissementet Caen. År 2022 hade Saint-Pierre-Canivet 461 invånare.

## Befolkningsutveckling
Antalet invånare i kommunen Saint-Pierre-Canivet
Referens:INSEE